# فاجعه ۱۹۹۶ کوه اورست
فاجعهٔ ۱۹۹۶ کوه اورست به رویدادهای رخ‌داده در ۲۰ و ۲۱ اردیبهشت سال ۱۳۷۵، (۱۰ و ۱۱ مه ۱۹۹۶) اشاره دارد که طی آن، هشت نفر از کوهنوردان بعد از صعود به قلهٔ کوه اورست و در حین فرود، گرفتار کولاک شده و کشته شدند. در طول این دورهٔ صعود در کل ۱۲ نفر کشته شدند. با این حال این حادثه مرگبارترین حادثه بر روی کوه اورست نبود. کشته شدن ۱۶ نفر بر اثر ریزش بهمن در سال ۲۰۱۴ و کشته شدن ۱۸ نفر بر اثر ریزش بهمنهای پیاپی به‌علت وقوع زمین‌لرزه در آوریل ۲۰۱۵ در کشور نپال از دیگر حوادثی بودند که به‌مراتب فاجعه‌بارتر از این تراژدی محسوب می‌شود. فاجعهٔ کوه اورست ۱۹۹۶ بازتاب گسترده‌ای داشت و سؤالات زیادی در مورد تجاری کردن کوه اورست به‌وجود آورد. کوهنوردان زیادی از جمله چندین تیم بزرگ و کوچک در کوه اورست دچار طوفان شدند. همچنین در جبههٔ شمالی و گردنهٔ جنوبی، کوهنوردان زیادی جان خود را از دست دادند اما حوادثی که در جبهه جنوبی رخ داده بیشتر شناخته می‌شود. روزنامه‌نگاری به‌نام جان کراکائر از طرف مجلهٔ اوت‌ساید در گروهی به سرپرستی راب هال (که چهار نفر از اعضای این گروه، ناپدید شدند) حضور داشت. او بعد از این حادثه کتاب به‌سوی هوای رقیق که در مورد حوادث و اتفاقات این سفر بود را به چاپ رسانید. که از آثار پرفروش این نویسنده است.

## کوهنوردان
فهرست زیر، شامل کوهنوردانی است که در مسیر قله در روز ۱۰ مه ۱۹۹۶ از طریق گردنه و خط‌الرأس جنوبی برای فتح قله، که طبق سفر و نقشه برنامه‌ریزی شده بود، تلاش می‌کردند:

### تیم مشاوران ماجراجویی
این تیم به رهبری راب هال شامل این اشخاص می‌شود:

#### راهنمایان
- راب هال: رهبر و راهنمای گروه (جان‌باخته کنار جبههٔ جنوبی قله)
- مایک گروم
- اندی هاریس: مفقود و ناپدیدشده در جنوب قله هنگام یاری رساندن به هال

#### مشتریان
- فرانک فیش بک (۵۳): ۳ بار تلاش برای فتح اورست. موفق به فتح قلهٔ جنوبی در ۱۹۹۴.
- داگ هانسن و یک دوست عزیز دیگه (۴۶): در تلاش‌های قبلی در اورست با تیم هال در ۱۹۹۵ حضور داشت - مفقودشده در کنار قلهٔ جنوبی در هنگام فرود با هال.
- اشتاورت هاتشیسون (۳۴): جوان‌ترین عضو گروه هال - تجربه‌های قبلی بالای ۸۰۰۰ متر شامل: کی۲ مسیر زمستان ۱۹۸۸- برود پیک از مسیر غربی ۱۹۹۲ و قسمت شمالی اورست ۱۹۹۴.
- لو کاسیشکه (۵۳): کوهنوردی در ۶ قله از هفت قله
- جان کراکائر (۵۳): روزنامه‌نگار. تکنیک‌های فنی کوهنوردی را انجام داده بود اما بدون تجربهٔ ۸۰۰۰ متری.
- یاسوکو نامبا (۴۷): کوهنوردی در هفت قله- مسن‌ترین زن کوهنورد در اورست در زمان خود. جان‌باخته در گردنهٔ جنوبی.
- جان تیسک(۵۶): مسن‌ترین فرد در تیم هال. بدون تجربهٔ ۸۰۰۰ متری.
- بک وترز(۴۹): ده سال کوهنوردی. بدون تجربهٔ ۸۰۰۰ متری.

### تیم دیوانگان کوهستان
اسکات فیشر رهبر و راهنمای تیم دیوانگان کوهستان بود. تیم او از افراد زیر تشکیل می‌شد:

#### راهنمایان
- اسکات فیشر: رهبر و راهنمای گروه. جان‌باخته در خط‌الرأس جنوب شرقی ۳۵۰ متر پایین‌تر از قلهٔ جنوبی.
- نیل بایدلمن
- آناتولی بوکریف: کوهنوردی حرفه‌ای. در سال ۱۹۹۷ دریافت جایزه از آمریکن آلپین کلاب.

#### مشتریان
- مارتین آدامز (۴۷): کوهنوردی در آکونکاگوا- دنالی و کلیمانجارو.
- شارلوت فاکس (۳۸): کوهنوردی در تمام ۵۳ قلهٔ با ارتفاع بیش از ۴۲۶۷ متر در کلرادو در آمریکا و دو قلهٔ بالای ۸۰۰۰ متری گاشربروم ۲ و چو ایو.
- لن گاملگارد (۳۵)
- دیل کروز (۴۵): دوست قدیمی فیشر
- تیم مادسن (۳۳) کوهنوردی گسترده در کلرادوی آمریکا و سنگ‌نوردی در کانادا. بدون تجربهٔ ۸۰۰۰ متری.
- سندی هیل پیت من (۴۱): شش صعود از هفت قله
- پت شونینگ (۶۸): یکی از اولین کوهنوردان گاشربروم ۱ و کوه وینسون. شناخته شده به‌عنوان تنها نجات‌دهندهٔ شش عضو تیم در جریان فرود در اردوی آمریکایی‌ها در قلهٔ کی۲ در سال ۱۹۵۳.
- کلو شونینگ (۳۸): برادرزادهٔ پت. مسابقه‌دهندهٔ اسکی شیب‌دار یواس نشنال. بدون تجربهٔ ۸۰۰۰ متری.

## در فرهنگ عامه
- کتاب به‌سوی هوای رقیق اثر جان کراکائر
- فیلم اورست (۱۹۹۸)[۴]
- فیلم اورست (۲۰۱۵) اثر بالتاسار کورماکور